# Antyrewizjonizm
W marksistowsko-leninowskim ruchu komunistycznym, antyrewizjonizm to nurt opowiadający się za rygorystycznym przestrzeganiem interpretacji ideologii, zgodnie z nauczaniem Marksa, Engelsa, Lenina, Stalina. Termin ten używany jest najczęściej w sensie pozytywnym, nie pejoratywnym przez osoby uważające się za antyrewizjonistów. Jednakże nurt ten krytykowany jest przez wielu jako stalinizm. Dodatkowo, wśród samych antyrewizjonistów pojawiają się kontrowersje co do tego, czy Mao należy uznawać za jednego z najważniejszych teoretyków marksizmu-leninizmu. Maoiści twierdzą, że tak, podczas gdy np. hodżyści z Albanii są odmiennego zdania. Za jednego z pierwszych rewizjonistów uważany jest Tito, przywódca Jugosławii który wprowadził socjalizm rynkowy.